# Neobisium ventalloi
Neobisium ventalloi är en spindeldjursart som beskrevs av Beier 1939. Neobisium ventalloi ingår i släktet Neobisium och familjen helplåtklokrypare. Inga underarter finns listade i Catalogue of Life.